# Festa di Maria Santissima Immacolata (Palmi)
La festa in onore di Maria Santissima Immacolata è un secolare evento religioso e civile che si svolge annualmente a Palmi, l'8 dicembre.

## Storia

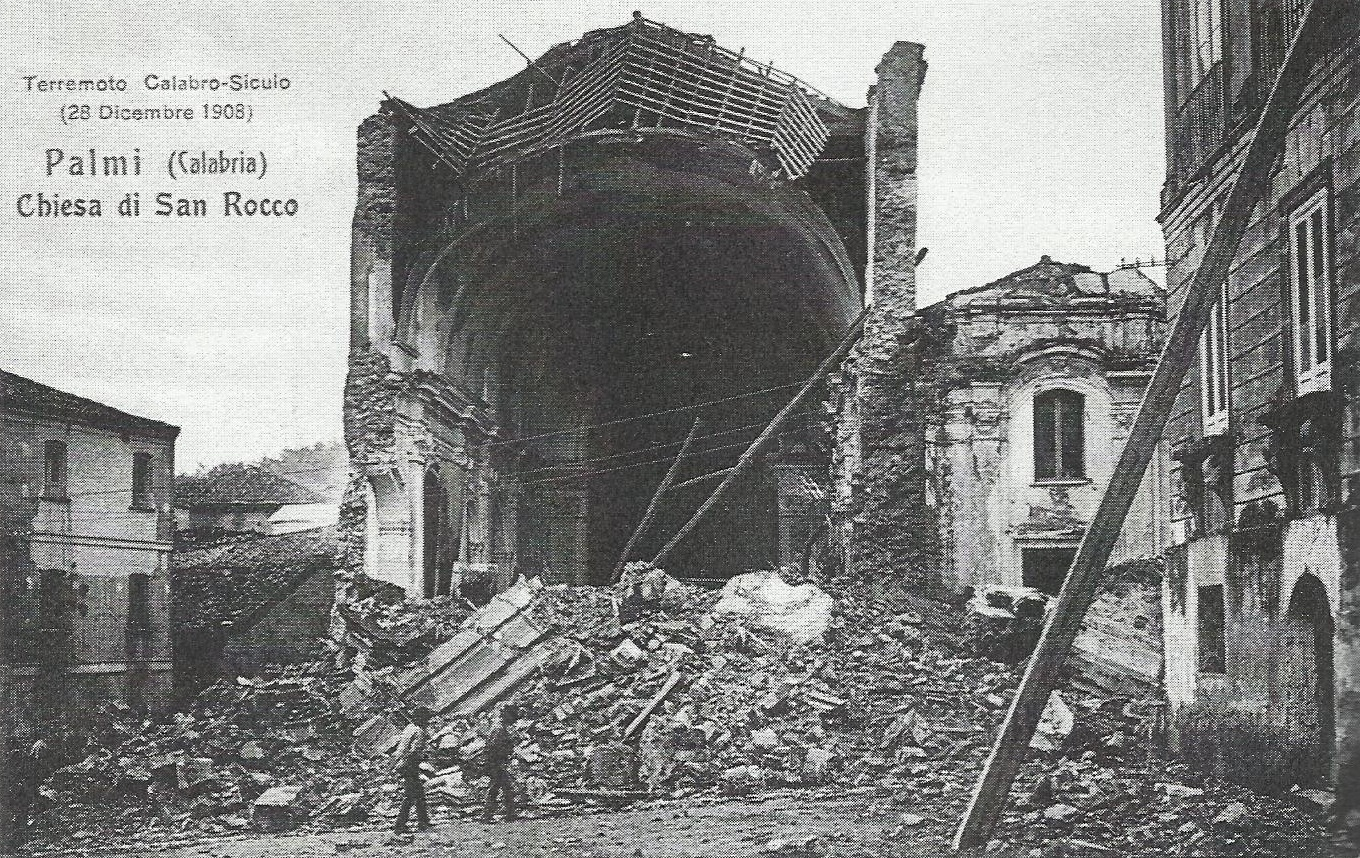
L'antica chiesa di san Rocco, danneggiata dal terremoto del 1908, con accanto (lato destro) l'oratorio dell'Immacolata.

Già nel XVI secolo, nella chiesa di Santa Maria dell'Uccellatore a Palmi veniva, tra gli altri, «adorato e festeggiato» il culto dell'Immacolata Concezione. Nel 1640 risultava presente in città anche una congrega dal titolo di «Stellario della Beata Vergine Maria», culto riconducibile a quello di Maria Santissima Immacolata.
Nel 1740 la statua di Maria Santissima Immacolata venne trasferita dalla chiesa di Santa Maria dell'Uccellatore ad un oratorio che era posto accanto alla chiesa di san Rocco e, nel 1777, il culto dell'Immacolata Concezione venne associato a quello del sano francese, con l'unione delle due rispettive confraternite nella nuova Venerabile congrega di Maria Santissima Immacolata e del glorioso San Rocco, che aveva il compito, tra gli altri, di celebrare le festività dei due santi titolari.
Sul finire del XVIII secolo venne commissionata all'artista Domenico De Lorenzo una nuova statua raffigurante Maria Santissima Immacolata. Allo stesso scultore si devono, sempre a Palmi, anche la statua di Maria Santissima del Soccorso e la miracolosa statua della Madonna del Carmine, tant'è che le stesse tre icone venivano chiamate dal popolo «le tre sorelle». Dopo la realizzazione dell'opera da parte del De Lorenzo, la confraternita non disponeva della somma necessaria per liquidare lo stesso autore. La congrega del Soccorso decise allora di pagare all'artista sia la statua della Madonna del Soccorso sia quella dell'Immacolata Concezione.
A metà del XIX secolo, è attestata all'8 dicembre la celebrazione di una festività a Palmi dedicata all'Immacolata, nella «chiesa dello stesso titolo». Nella notte che seguì il terremoto che colpì la città di Palmi la sera del 16 novembre 1894, la statua di Maria Santissima Immacolata venne trasportata in processione nella piazza principale, assieme alle altre effigi venerate dal popolo palmese. Il terremoto del 1908 recò gravi danni all'oratorio dell'Immacolata Concezione, e la statua della Madonna venne collocata in una nuova chiesa a lei dedicata. Nel 1924 un incendio distrusse sia la ricostruita chiesa che la statua. Pertanto venne commissionata nel 1927 una nuova effigie di Maria Santissima Immacolata, a tutt'oggi al centro delle celebrazioni.
Nel secondo dopoguerra la devozione verso l'Immacolata Concezione e san Rocco venne unita ulteriormente con la collocazione delle due statue in un'unica nuova chiesa intitolata ad entrambi. La statua della Vergine venne posta sopra l'altare maggiore. La celebrazione delle festa dell'8 dicembre 2013 è coincisa con i festeggiamenti cittadini per l'ingresso della Varia di Palmi nella lista del patrimonio orale e immateriale dell'umanità dell'UNESCO.

## La statua

### Storia
L'attuale gruppo scultoreo di Maria Santissima Immacolata e angeli venerato a Palmi è un'opera del 1927 di artista sconosciuto, presumibilmente di scuola romana.
Nell'ottobre del 2019 iniziarono i lavori di restauro dell'opera, da parte dell'arch. Amedeo Lico della Bretia Restauri, che venne riconsegnata alla venerazione dei fedeli il 7 dicembre dello stesso anno.

### Descrizione
L'opera policroma raffigurante Maria Santissima Immacolata e angeli è realizzata, a grandezza naturale, in gesso modellato e dipinto ripercorrendo l'iconografia classica con la quale è rappresentata l'Immacolata Concezione, alla quale sono affiancati due angeli con drappo anch'essi in gesso modellato e dipinto. Un ostensorio raggiato (1927), in legno intagliato e dipinto, è tenuto nella mano da uno dei due angeli ai piedi della Vergine.
La mattina dell'8 dicembre la statua dell'Immacolata Concezione viene adornata alle spalle con una scultura metallica rappresentante una nuvola, dalla quale hanno origine quindici raggi, dello stesso materiale, che si aprono in ogni direzione. L'opera, di autore ignoto, è probabilmente di scuola napoletana ed è stata realizzata nella prima metà del XIX secolo.

### Collocazione

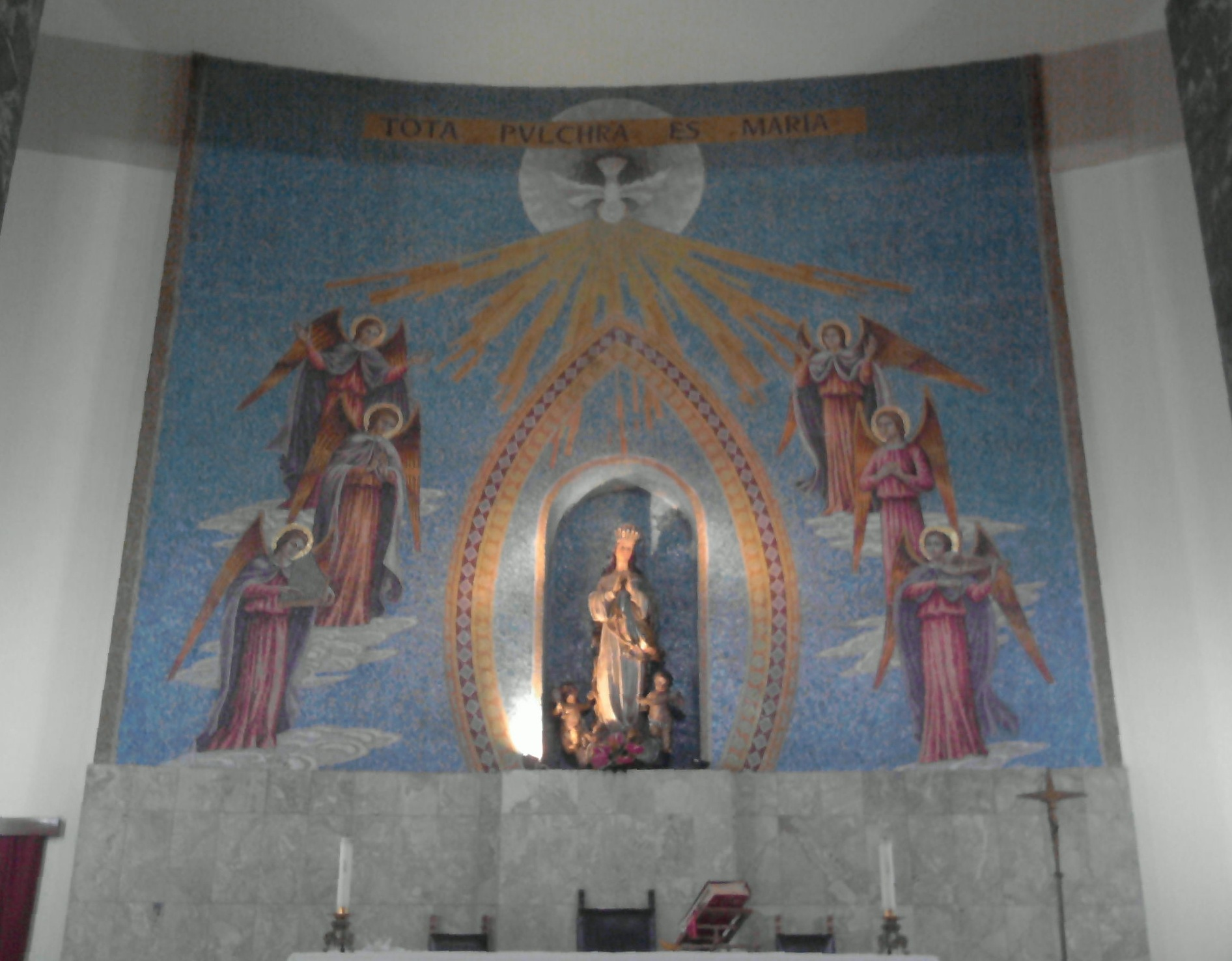
La statua nella sua collocazione durante l'anno.

Durante l'anno la statua dell'Immacolata Concezione è conservata nella chiesa di Maria Santissima Immacolata e San Rocco, in una nicchia semicilindrica con volta a cupola posta nella parete di fondo curvilinea, abbellita da un ampio mosaico (circa 50 m²) di scuola fiorentina, raffigurante la colomba dello Spirito Santo tra angeli musicanti e angeli adoranti con la scritta <<tota pulchra es Maria>> (XX secolo), realizzata con materiale proveniente da Murano e Ravenna.

### Le copie
Nella sede della Venerabile congrega di Maria Santissima Immacolata e del glorioso San Rocco, adiacente al luogo di culto, è conservata un'ulteriore statua della Vergine Maria e un dipinto in olio su tela che riproduce l'immagine del gruppo scultoreo di Maria Santissima Immacolata e angeli scolpito nel XVIII secolo da Domenico De Lorenzo per la confraternita cittadina. Questa tela, di autore palmese, è del XX secolo.

## La base processionale
La base processionale, localmente chiamata "varetta" quale diminutivo di vara, ha la funzione di supporto per il trasporto della statua di Maria Santissima Immacolata in processione per le vie cittadine, l'8 dicembre, e di esporre l'icona alla venerazione dei fedeli nei giorni della festa. Le varette sono due: una propria dell'Immacolata, non più utilizzata da qualche anno, e la base processionale della statua di san Rocco, che viene invece adoperata attualmente anche per la festa in onore della Vergine. La base processionale dell'Immacolata è in legno intagliato e dipinto con i colori bianco, oro e turchese ed è stata realizzata nel XVIII o XIX secolo da maestranze locali. Dello stesso periodo, materiale e metodo di realizzazione è anche la base processionale di san Rocco è dipinta con i colori bianco e oro.
Entrambi i fercoli sono riposti durante l'anno nella navata della chiesa di Maria Santissima Immacolata e San Rocco, addossati alla parete laterale sinistra.
Il giorno della festa la base processionale viene addobbata di fiori e le vengono inserite alla base due stanghe in legno di sei metri ciascuna (rivestite di cuscini), che servono ai "Portatori di Maria Santissima Immacolata" per alzare e trasportare a spalla il fercolo in processione.

### I portatori
Il compito del trasporto a spalla per le vie cittadine della base processionale sulla quale è posta la statua di Maria Santissima Immacolata spetta a ventisei portatori, dei quali ventiquattro posizionati sotto le due stanghe più altri due denominati "timonieri", uno davanti e uno dietro alla varetta, che hanno il compito di dare indicazioni sulle manovre da effettuare durante il percorso processionale. Seguono la base processionale ulteriori portatori in sostituzione, durante il tragitto, di quelli sotto le stanghe.
I portatori dell'Immacolata appartengono principalmente alla Venerabile congrega di Maria Santissima Immacolata e del glorioso San Rocco o al "Sodalizio portatori della Madonna della Lettera" e la loro divisa, in occasione della processione, è composta da pantaloni jeans e una maglia bianca con l'effigie della Vergine.

## Tradizioni religiose

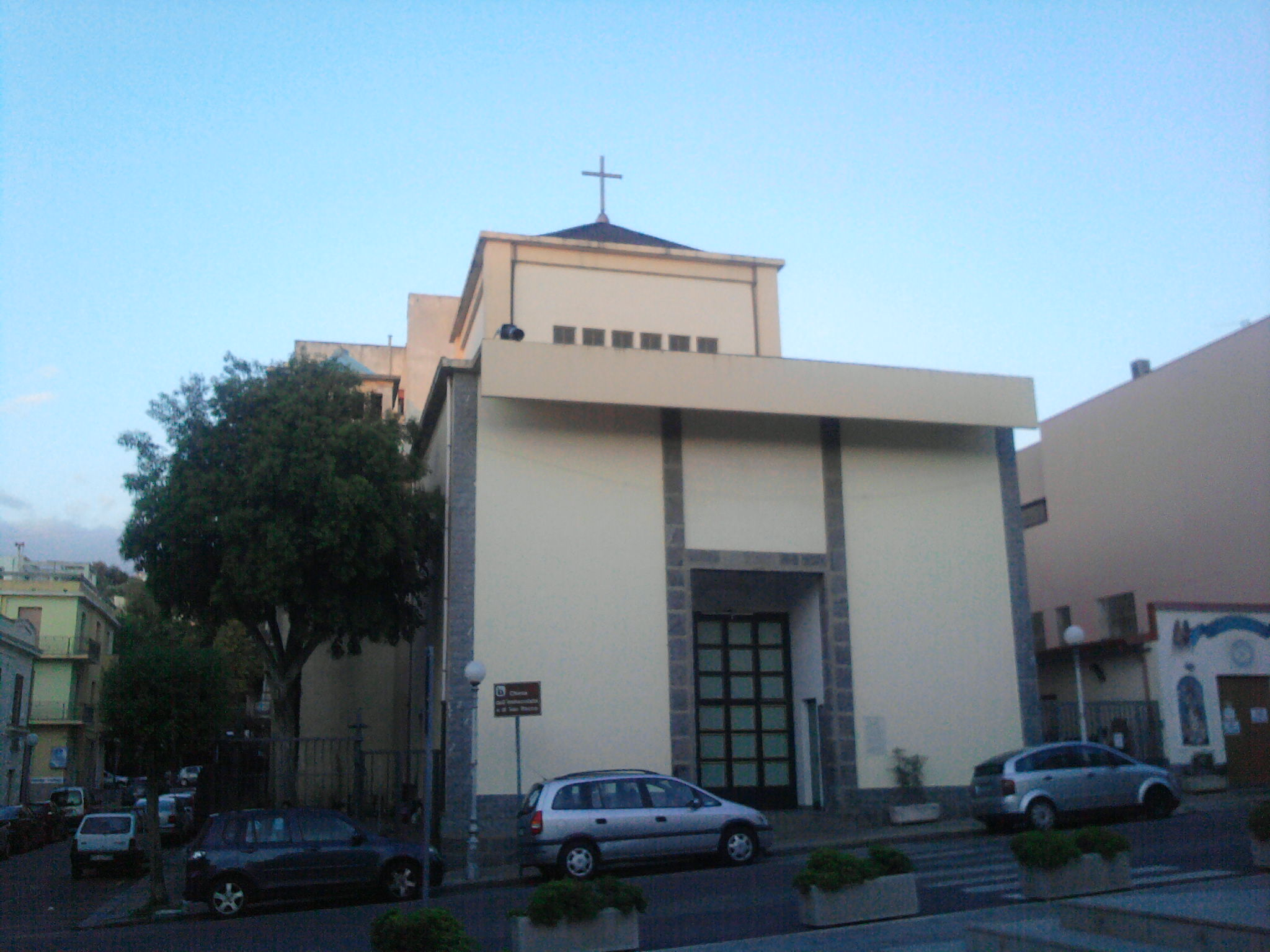
La chiesa di Maria Santissima Immacolata e San Rocco.

Le funzioni religiose iniziano il 29 novembre con l'inizio della novena dedicata all'Immacolata Concezione, celebrata ogni giorno nella chiesa di Maria Santissima Immacolata e San Rocco. Nel periodo della novena, il gruppo scultoreo di Maria Santissima Immacolata e angeli viene esposto alla venerazione dei fedeli, traslandolo dall'altare maggiore, nel quale è collocato durante l'anno, alla base processionale che viene posizionata nella navata, lato sinistro, a ridosso dei gradini del presbiterio.
Il giorno dedicato all'Immacolata Concezione è come detto l'8 dicembre, nel quale il calendario liturgico celebra il dogma cattolico proclamato da papa Pio IX con la bolla Ineffabilis Deus. Durante la mattinata vengono svolte in chiesa varie celebrazioni liturgiche e il priore della congrega procede alla vestizione della statua dell'Immacolata Concezione con alcuni paramenti pregiati che fanno parte del «tesoro di san Rocco».

### La processione

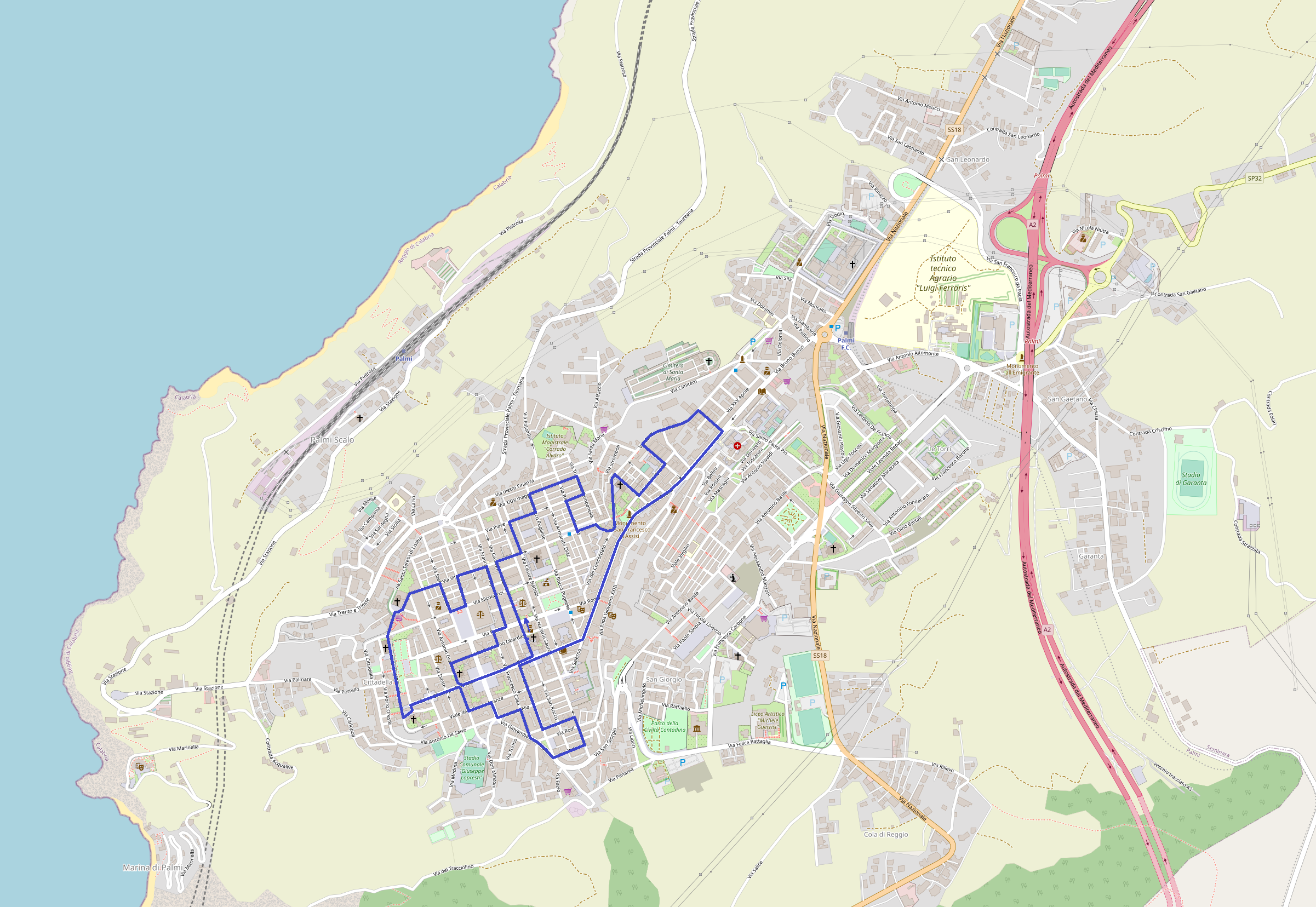
Percorso, in senso orario, della processione dell'Immacolata.

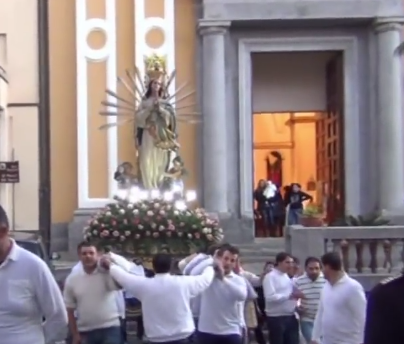
La vara dell'Immacolata all'uscita dalla chiesa del Soccorso.

Nel primo pomeriggio della festa viene invece celebrato l'evento principale della giornata, che consiste nella tradizionale e secolare processione per le vie cittadine della base processionale con il gruppo scultoreo dedicato a Maria Santissima Immacolata.
La composizione della processione, elencata in ordine di sfilata, è la seguente:
- "Complesso dei tamburinari". Il corteo è aperto da un complesso di tamburinari che esegue un ritmo scandito per tutto il tempo di durata della stessa;
- Confraternite di Palmi, con stendardo e rappresentanza dei congregati in abiti processionali;
- Venerabile congrega di Maria Santissima Immacolata e del glorioso San Rocco, con stendardo, Crocifisso processionale e rappresentanza dei congregati in abiti processionali;
- Parroco e clero della Parrocchia di San Nicola;
- Base processionale con il simulacro di Maria Santissima Immacolata;
- Banda musicale. Per antica tradizione, all'uscita della base processionale dalla chiesa, viene eseguito il brano "La Vibonese" del maestro Nino Ippolito;
- Fedeli.

Il percorso della processione, che negli ultimi anni ha subito spesso delle variazioni di tragitto rispetto allo scorso secolo, nel quale era pressoché sempre identico con una lunghezza di oltre 6 km e una durata di circa 3 ore, attraversa le principali vie del centro storico cittadino, fino a raggiungere e sostare in piazza I Maggio, baricentro sociale e culturale della città, prima di effettuare il ritorno in chiesa.
Il momento più spettacolare della processione è l'ingresso della base processionale di Maria Santissima Immacolata all'interno della chiesa del Soccorso, a seguito del quale avviene una particolare «affruntata» con la statua di Maria Santissima del Soccorso, posta nell'edicola sopra l'altare maggiore.
Questa tradizione risale al finire del XVIII secolo, periodo nel quale vennero commissionate allo scultore Domenico De Lorenzo le due effigi. Poiché, come detto, i marinai appartenenti alla confraternita della Madonna del Soccorso pagarono all'autore entrambe le opere, gli stessi chiesero in cambio ai congregati dell'Immacolata e san Rocco di far portare ogni anno, con la processione dell'8 dicembre, la statua di Maria Santissima Immacolata all'interno della chiesa del Soccorso, come «indennizzo» del pagamento effettuato. La tradizione venne interrotta con l'incendio del 1924, nel quale andò perduta la statua realizzata dal De Lorenzo, ma tale usanza venne ripristinata all'inizio degli anni novanta dello scorso secolo, per tramandare comunque un'antica tradizione cittadina che si era andata consolidando nel corso dei secoli.

## Tradizioni civili

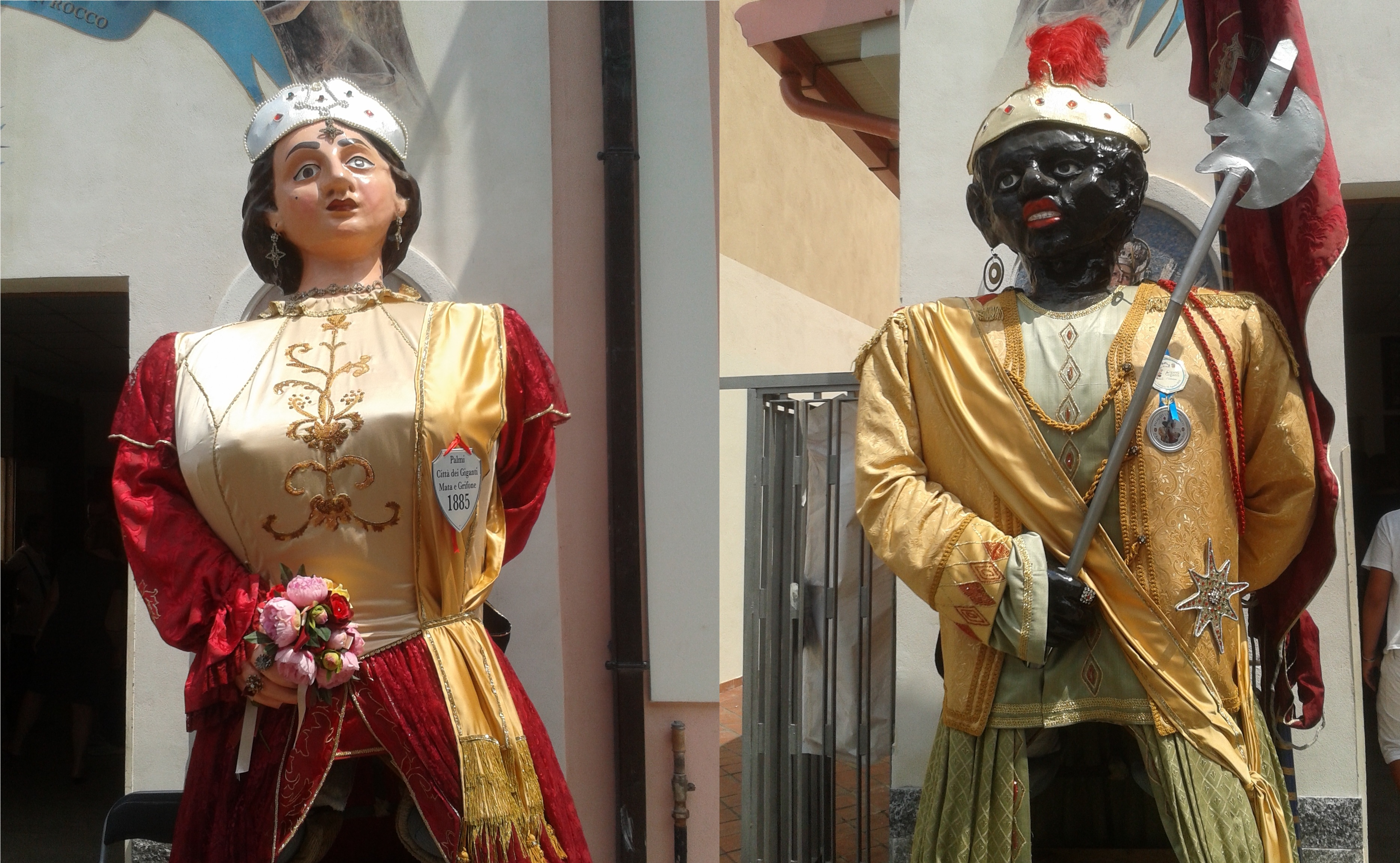
I Giganti di Palmi. Copia di proprietà della congrega dell'Immacolata e san Rocco.

Il programma dei festeggiamenti civili in onore di Maria Santissima Immacolata prevede alcuni eventi specifici, concentrati essenzialmente nella giornata dell'8 dicembre: 
- la tradizionale "sfilata dei Giganti", due alte figure di cartapesta che vengono portate a spalla per le strade e le piazze, in occasione delle festività cattoliche cittadine, facendole roteare su sé stesse a simulazione di un ballo e al suono incalzante dei tamburi del tipico "complesso dei tamburinari".[30] I due Giganti vengono accompagnati da un palio con drappo di seta color cremisi, nei cui lati sono impressi lo stemma civico di Palmi ed il monogramma (M) della Madonna della Sacra Lettera, patrona e protettrice della città. La coppia utilizzata per questa festa è quella realizzata nel 1885 dall'artista palmese Cicala, di proprietà della congrega;[31]
- la sfilata di una banda musicale per le strade di Palmi nella mattinata;
- lo sparo di colpi di mortaretto in concomitanza di determinati eventi della festa;
- uno spettacolo pirotecnico a conclusione della giornata o al termine della processione.

Inoltre, nei giorni della festa la facciata della chiesa e la piazza San Rocco, adiacente al luogo di culto, vengono addobbate con delle luminarie.

## La devozione popolare

### Gli ex-voto
Alcuni ex-voto rivolti dal popolo di Palmi all'Immacolata Concezione sono custoditi all'interno del cosiddetto «tesoro di san Rocco». Difatti di questo tesoro l'oggetto più prezioso è la corona dell'Immacolata Concezione, risalente al 1856 ed offerta da Nicolino Porchi. Sempre dell'Immacolata è anche una statua con base in argento del 1861 donata da P. Savoia Governatore. Completano la parte del tesoro attribuibile all'Immacolata tutti gli oggetti che servono alla vestizione della statua della Vergine il giorno della festa.

### Esplicative
1. ↑  La frase «Tota pvlchra es Maria», in latino, è l'inizio di una preghiera del IV secolo, tratta da una delle cinque antifone per i salmi dei secondi Vespri per la festa dell'Immacolata Concezione e significa, tradotta in italiano, «sei tutta bella, Maria».

### Bibliografiche
1. 1 2 3 4 5 6   Palmi ha onorato l'Immacolata, su quicalabria.it. URL consultato il 1º dicembre 2013 (archiviato dall'url originale il 5 dicembre 2013).
2. ↑   Palmi festeggia la Madonna "Madre del perpetuo soccorso"., su filippo-marino.it. URL consultato il 1º ottobre 2021 (archiviato dall'url originale il 13 aprile 2013).
3. 1 2 3   Palmi - Processione dell'Immacolata 2013 - by Toni Condello, su YouTube, 9 dicembre 2013,  a 03 min 00 s. URL consultato il 18 luglio 2014.
4. 1 2   Festa dell'Immacolata Concezione in Calabria, su viaggiareincalabria.com. URL consultato il 18 luglio 2014 (archiviato dall'url originale il 29 luglio 2014).
5. 1 2  De Salvo, pag. 152.
6. 1 2 3  Ferraro, pag. 28.
7. ↑  De Salvo, p. 257.
8. 1 2 3 4 5  Lovecchio, pag. 17.
9. 1 2  Lovecchio, pagg. 59-60.
10. ↑  Guardata, pag. 36.
11. ↑  Calogero, pag. 10.
12. ↑  Lovecchio, pag. 59.
13. 1 2 3 4 5 6 7 8   Bottega romana (1927), Madonna Immacolata, su beweb.chiesacattolica.it. URL consultato il 17 giugno 2019.
14. 1 2 3 4 5   Articolo sul Tesoro di san Rocco, su arteculturafotoin.it. URL consultato il 13 aprile 2013 (archiviato dall'url originale il 16 ottobre 2014).
15. ↑   Palmi in festa per la Varia Patrimonio dell'Umanità Unesco - by Toni Condello, su YouTube, 13 dicembre 2013,  a 00 min 01 s. URL consultato il 25 novembre 2014.
16. ↑   Bottega romana (1927), Ostensorio raggiato, su beweb.chiesacattolica.it. URL consultato il 17 giugno 2019.
17. 1 2   Argentiere GS (1824-1831), Corredo dell'Immacolata, su beweb.chiesacattolica.it. URL consultato il 17 giugno 2019.
18. ↑   Argentiere GS (1824-1831), Raggio 1/15, su beweb.chiesacattolica.it. URL consultato il 27 giugno 2020.
19. 1 2 3   La voce del Tirreno, 5 marzo 2009 anno 3 n. 3 (PDF), su lavocedeltirreno.it. URL consultato il 24 settembre 2016 (archiviato dall'url originale il 24 febbraio 2013).
20. ↑  Lovecchio, pag. 18.
21. ↑   Ambito di Palmi sec. XX, Immacolata e angeli, su beweb.chiesacattolica.it. URL consultato il 2 luglio 2020.
22. 1 2 3 4 5   Bottega calabrese secc. XVIII-XIX, Pedana processionale bianca, turchese e oro, su beweb.chiesacattolica.it. URL consultato l'11 giugno 2020.
23. ↑   Bottega calabrese secc. XVIII-XIX, Pedana processionale verde e oro, su beweb.chiesacattolica.it. URL consultato l'11 giugno 2020.
24. ↑  Ferraro, pag. 22.
25. ↑  Lovecchio, pag. 74.
26. ↑   Palmi - Processione dell'Immacolata 2013 - by Toni Condello, su YouTube, 9 dicembre 2013,  a 00 min 00 s. URL consultato il 18 luglio 2014.
27. ↑   Sodalizio Portatori della Madonna della Sacra Lettera, su iccd.beniculturali.it. URL consultato il 1º ottobre 2021 (archiviato dall'url originale il 21 novembre 2014).
28. ↑   Bolla Ineffabilis Deus, su books.google.it. URL consultato il 6 dicembre 2019.
29. ↑   Palmi - Processione dell'Immacolata 2013 - by Toni Condello, su YouTube, 9 dicembre 2013,  a 00 min 10 s. URL consultato il 18 luglio 2014.
30. ↑   Tradizioni popolari in Calabria, su rurality.it. URL consultato il 6 dicembre 2019 (archiviato dall'url originale il 6 dicembre 2019).
31. ↑   Palmi - Festa dell'Immacolata 8 dicembre: I GIGANTI, su YouTube, 8 dicembre 2008,  a 00 min 00 s. URL consultato il 3 dicembre 2013.